# زاموستوچیه
زاموستوچیه (به لاتین: Zamostochye) یک منطقهٔ مسکونی در بلاروس است که در منطقه مینسک واقع شده‌است. زاموستوچیه ۲٬۳۱۰ نفر جمعیت دارد و ۱۹۰ متر بالاتر از سطح دریا واقع شده‌است.